# Cacá
Lucas "Cacá" de Deus Santos (født 9. oktober 1982) er en brasiliansk fodboldspiller.
Caca, som han populært kaldes, er en offensiv midtbanespiller som spiller for Uniao Leiria i Primeira Liga i Portugal. Mellem 2006 og 2010 spillede han i Danmark hos henholdsvis AaB og OB.

## Karriere
Cacá startede sin karriere med de brasilianske klubber São Paulo FC og Atletico Mineiro, og har spillet en sæson i den tyske klub, MSV Duisburg.
Den 25. november 2008 scorede Cacá målet til (1-1) mod Celtic FC i UEFA Champions League 2008-09 før AaB vandt kampen 2-1 og dermed endte AaB på en tredjeplads og en UEFA Cup 2008-09 i gruppe E.
Den 6. juli 2009 blev Cacá og AaB enige om en aftale med OB, hvor han underskrev en 3-årig kontrakt. Prisen var på omkring 4 millioner danske kroner.
Han blev i januar 2011 fritstillet fra OB. Herefter skiftede han til til Uniao Leiria i Primeira Liga i Portugal.

## International karriere
Cacá spillede 6 kampe og scorede et mål for Brasiliens U-17 landshold, da de vandt FIFA U-17 VM i 1999. Han har vundet 20 kampe for Brasiliens U-17 landshold indtil han kom på U-20 landsholdet for Brasilien.

## Personligt
Han er den ældre bror til fodboldspilleren Levi de Deus Santos, og den yngre bror Leonardo de Deus Santos, bedre kendt som hans kaldenavn Dedê og Leandro de Deus Santos.